# Преследование мусульман-ахмади
Ахмадие подвергаются различным формам религиозного преследования и дискриминации с момента создания движения в 1889 году. Ахмадие возникло из суннитской традиции ислама, и его приверженцы верят во все пять столпов и предметов веры, требуемых от мусульман, однако считаются немусульманами многими мусульманами, поскольку они считают Мирзу Гулама Ахмада, основателя движения, обещанным махди и Мессией, которых ожидают мусульмане.
Официальный сайт ахмадийской общины утверждает, что число мусульман-ахмади составляет от 10 миллионов до 20 миллионов человек по всему миру.
Они подвергаются преследованиям и систематическим угнетениям.

## Бангладеш
В Бангладеш исламские группировки фундаменталистов потребовали, чтобы члены общины Ахмадие были «официально» объявлены кафирами (неверными). В итоге Община Ахмадийя стала подвергаться преследованиям посредством массовых протестов и актов насилия. По данным Amnesty International, последователи Ахмадийята подвергаются домашним арестам, а некоторых из них убивают. В конце 2003 года несколько крупных манифестаций во главе с Мауляной Mухаммадом Хуссейном Mумтази были направлены с целью занять Ахмадийские мечети. В 2004 году все Ахмадийские публикации были запрещены.

## Индия
В Индии проживает значительное количество мусульман-ахмади. Большинство мусульман-ахмади в Индии живут в штате Керала, Раджастхан, Одиша, Харьяна, Бихар, Дели, Уттар-Прадеш, а некоторые в Пенджабе в области Кадиана. Индийский закон относится к ахмади как к мусульманам. Историческое решение Верховного суда Кералы от 8 декабря 1970 года в случае 206 оставило в силе правовой статус мусульман для ахмади. В этом случае суд постановил, что ахмади являются мусульманами, и что они не могут быть объявлены отступниками со стороны других мусульманских сект, потому что они придерживаются двух основных убеждений ислама — «Нет Бога, кроме Аллаха, и Мухаммад — раб Его и посланник.
Это значит, что в Индии нет никаких юридических ограничений на религиозную деятельность мусульман-ахмади, и они могут свободно исповедовать свою религию и называть себя мусульманами. Однако имеет место некоторая дискриминация против мусульман-ахмади в Индии со стороны секты братьев-мусульман. В частности, Исламский университет Индии и «Дар уль-Улюм Деобанд» заявили, что ахмади не являются мусульманами. Мусульманские лидеры других сект ислама не разрешают мусульманам-ахмади принимать участие в заседаниях Исламского Совета — независимый орган исламских религиозных лидеров, который индийское правительство признаёт в качестве представителей индийских мусульман.
В феврале 2012 года в «Андра-Прадеш» вакуфный совет принял ряд беспрецедентных решений и попросил казия (исламский судья) не исполнять обряд «никах» (бракосочетания) для тех, кто принадлежит к Ахмадийскому сообществу.

## Индонезия
Ахмадийское сообщество существовало ещё до принятия декларации независимости Индонезии. Тем не менее, мусульмане-ахмади считаются религиозным меньшинством в Индонезии. Эта тенденция резко усилилась в 2000—е годы с ростом исламского фундаментализма. В 2008 году многие мусульмане в Индонезии протестовали против движения Ахмадийя. Религиозные консерваторы посредством крупных манифестаций пытались оказать давление на правительство, чтобы контролировать и преследовать Ахмадийское сообщество в Индонезии. Общественное мнение в Индонезии разделилось на два основных взгляда в отношении Ахмадийского сообщества.
- Большинство мусульман на всей территории Индонезии считают, что Ахмадийская община должна быть запрещена на том основании, что Ахмадийят отвергает центральный принцип ислама, который гласит о том, что Мухаммад является последним посланником Бога. Кроме этого, ахмади не должны использовать ислам в качестве своего знамени. По мнению богословов, они должны использовать атрибуты своей собственной религии в целях обеспечения их права на свободу совести и вероисповедания в Индонезии.
- Тем не менее, некоторые религиозные меньшинства, включая мусульман-ахмади и многочисленные неправительственные организации считают, что мусульмане-ахмади должны быть свободны, и что они должны действовать и говорить, под знаменем ислама, как им заблагорассудится в соответствии с конституционным правом на свободу совести и вероисповедания.

В июне 2008 года был принят закон, ограничивающий прозелитизм членов Ахмадийской Мусульманской Общины На фоне этих противостояний была сожжена Ахмадийская мечеть. Правозащитные организации возражали против ограничений на свободу совести и вероисповедания. 6 февраля 2011 года несколько членов Ахмадийского сообщества были убиты в Пандегланг, провинции Бантен.
В 2008—2010 годах наблюдалось увеличение количества ограничений на свободу совести и вероисповедания, в том числе случаи физического насилия, запреты коллективного совершения молитвы и поджоги мечетей. Данные института демократии и мира указывают на 17, 18 и 64 таких случаев за период 2008, 2009 и 2010 года, соответственно. Хотя эти данные охватывают преследования представителей всех религий, последнее преследование мусульман — ахмади является более значительным и серьёзным, по сравнению с преследованием христиан другими исламскими сектами, которые утверждают, что подлинными и чистыми являются мусульмане из числа фундаменталистов.
По состоянию на 2011 год имеют место распространение призывов к общему запрету Ахмадийского сообщества в Индонезии. 6 февраля 2011 года, сотни враждебно настроенных мусульман из числа фундаменталистов окружили хозяйство Ахмадийского сообщества и под присмотром полиции до смерти избили трёх человек. Кадры их обнажённых тел были размещены в интернете и затем транслировались по каналам международных средств массовой информации.

## Пакистан

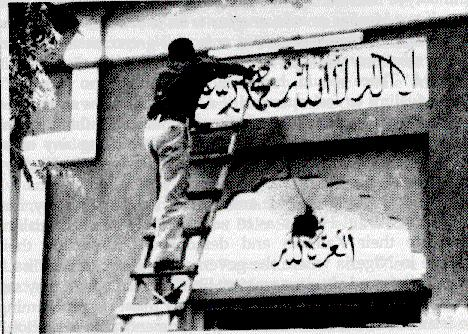
«Шахада», основной символ веры ислама и мусульман-ахмади стирается пакистанскими полицейскими со стен ахмадийских мечетей

Примерно 2—5 миллионов мусульман-ахмади проживают в Пакистане, который является родиной для крупнейшего населения мусульман-ахмади в мире. Это единственная страна, в которой ахмади официально признаются не мусульманским меньшинством, поскольку согласно мнению большинства исламских богословов они не считают пророка Мухаммада последним пророком. Свобода совести и вероисповедания в этой стране была ограничена рядом постановлений, актов и конституционных поправок. В 1974 году парламент Пакистана принял закон, объявляющий ахмади не мусульманами. В конституцию Пакистана были внесены изменения, определяющие мусульманина, как человека, уверовавшего в окончательность пророка Мухаммеда. В 1984 году генерал Зия-уль-Хак, тогдашний военный правитель Пакистана, издал декрет за № XX. Это постановление, было издано с целью предотвращения так называемых антиисламских действий, оно запрещает Ахмади называть себя мусульманами и совершать обряды предписанные мусульманам. Это означает, что они не имеют права исповедовать исламское вероучение публично или иметь свои мечети в качестве мест поклонения. Мусульманам-ахмади в Пакистане запрещено совершать богослужения вне ахмадийских мечетей или молельных комнат. Им также запрещено исполнять мусульманский призыв к молитве, использовать традиционное исламское приветствие на публике, публичное цитирование Корана, проповедование в общественных местах, а также им запрещено производить, публиковать и распространять свои религиозные материалы. Эти действия наказуемы лишением свободы на срок до трёх лет. Получая паспорта или национальные удостоверения личности, все пакистанцы должны подписать клятву, объявляя Мирзу Гулама Ахмада самозванцем и ложным пророком. В паспортах мусульман-ахмади указывается на их не мусульманское вероисповедание. Слово мусульманин было стёрто с надгробия лауреата Нобелевской премии физика-теоретика доктора Абду Салама, поскольку он был мусульманином — ахмади.
В результате культурных последствий законов и конституционных поправок, касающихся мусульман-ахмади в Пакистане, их преследование и ненавистное отношение к ним имеют место в разных частях страны. Мусульмане-ахмади подвергались нападениям со стороны различных религиозных групп. Все духовные семинарии и медресе в Пакистане, принадлежащие к различным сектам Ислама назначают основные материалы для чтения, специально ориентированные на опровержение ахмадийских убеждений.
В ходе опроса по состоянию на 2005 год учащиеся в частных школах Пакистана выразили своё мнение по вопросу о религиозной толерантности в стране. Цифры, собранные в исследовании отражают то, что даже среди элитных учебных заведений Пакистана мусульмане-ахмади считаются меньшинством в плане равных возможностей и гражданских прав. В том же исследовании учителя этих элитных школ показали ещё более низкую сумму толерантности по отношению к мусусльманам-ахмади, чем их ученики. Мусульмане-ахмади подвергаются преследованиям со стороны некоторых школ, университетов и учителей в пакистанской провинции Пенджаб. Домогательства включают общественный бойкот, высылки, угрозы и насилия в отношении студентов-ахмади со стороны враждебно настроенных студентов, учителей, директоров большинства учебных заведений.
28 мая 2010 года произошёл худший случай насилия в отношении мусульман-ахмади на сегодняшний день. Несколько членов экстремистской религиозной группы (предположительно «Тахрика Талибан Пенджаб»), ворвались в две мечети мусульман-ахмади в Лахоре и открыли огонь. Трое из них впоследствии взорвали себя. В общей сложности в результате этого нападения погибли 86 человек и свыше 100 человек получили ранения. В момент нападения члены Ахмадийского сообщества собрались в мечетях для совершения пятничной молитвы. После этого террористического акта министр по делам меньшинств Пакистана Шахбаз Бхатти посетил общину мусульман-ахмади.
В Пакистане для названия ахмади используется получивший уничижительный смысл термин «кадияни», означающий «уроженцы Кадиана» — города, в котором родился основатель ахмадийской общины Мирза Гулям Ахмад. Этот термин используются и в официальных пакистанских документах.

## Палестинские территории
Мусульмане-ахмади подвергаются непрерывным преследованиям в палестинских территориях.

## Саудовская Аравия
Мусульмане-ахмади подвергаются непрерывным преследованиям в Саудовской Аравии. 24 января 2007 года, «Human Rights Watch» направила открытое письмо королю Саудовской Аравии Абдалле с просьбой прекратить религиозные преследования мусульман-ахмади в Саудовской Аравии. Два письма были отправлены в ноябре 2006 года и феврале 2007 года с просьбой снять запрет на поездки критиков правительства Саудовской Аравии. «Human Rights Watch» не указали, что они получили какой-либо ответ на эти письма.
Согласно религиозному закону Саудовской Аравии, мусульманам-ахмади, наряду с немусульманами, запрещено входить в Мекку для выполнения обрядов обязательного хаджа.